# وگبرگ
شهر وگبرگ (به آلمانی: Wegberg) در ایالت نوردراین-وستفالن در کشور آلمان واقع شده‌است.